# 志保山の戦い
志保山の戦い（しおやまのたたかい）は、平安時代末期の寿永2年5月12日（1183年6月3日）に、能登国と越中国の国境にある志保山（現・石川県宝達山から北に望む一帯の山々）で源義仲軍と平忠度率いる平家軍との間で戦われた合戦。治承・寿永の乱における戦いの一つ。

## 経過
寿永2年（1183年）5月11日、二手に分かれた平家軍に対抗するため、源義仲は源行家の1万騎を志保山に、自身は砺波山（倶利伽羅峠）へと進軍する。その後、倶利伽羅峠の戦いで平家軍に勝利した義仲は、翌日志保山に援軍として2万余騎を率いて自ら出陣。満潮時の氷見の湊を渡河し駆け付けると、行家軍は案の定、散々に蹴散らされており、義仲軍は平家軍に突入し乱戦となるも、連戦で疲れている平家軍を圧倒し勝利している。
なおこの戦いで平知度は討死している（治承・寿永の乱における平氏最初の戦死者とされる）。
また、源行家軍と平家軍との戦闘状況の詳細は『平家物語』には記載されていない。

## 関連資料
- 『平家物語』巻第七、火打合戦・倶利迦羅落